# Li Xiaofeng
En una onomàstica xinesa Li es el cognom i Xiaofeng el prenom.
Li Xiaofeng (xinès simplificat: 李霄峰) (Hefei 1978 - ) actor, crític, guionista i director de cinema xinès, amb una important presència es festivals internacionals de cinema.

## Biografia
Li Xiaofeng va néixer l'any 1978 a Hefei, província d'Anhui (Xina). El 2001 va anar a estudiar a l'escola Sint-Lukas, a Brussel·les, Bèlgica.

#### Carrera cinematogràfica

##### Crític de cinema
Va començar la seva tasca com a crític en les xarxes socials, amb el pseudònim" 说谎者 (Mentider). Va ser un dels primers crítics de pel·lícules en línia i va ser el primer a tenir una secció especialitzada de cinema a Internet, titulada "Cançó d'amor d'un món flotant" (浮世恋曲). Ha col·laborat en diverses revistes especialitzades com el SouthernMetropolis Daily (南方都市报) o el Beijing Daily (北京日报). El 2001, va publicar una primera col·lecció de relats (随笔集) sobre cinema: "Digues bona tarda a l'alba" (天亮说晚安). L'any següent, el 2002, es va incorporar a l'estudi de Lu Chuan (陆川工作室), com a responsable del component literari del projecte del film "Kekexili" (可可西里) (Mountain Patrol) i abans de començar les activitats com a guionista va col·laborar amb el director Hou Yong en la distribució a l'estranger de la pel·lícula "Jasmine Women" (茉莉花开).

##### Actor
Ha treballat com actor en les pel·lícules Penicillin 1944 (盘尼西林1944) en el rol de Gao Jiao-lu, i en "Dada's Dance" (达达) en el paper de Dada al costat de l'actriu Xin Linyun.

##### Guionista
El 2006 va col·laborar com guionista en la pel·lícula "Dada's Dance" (达达) del director Zhang Yuan (张元). El 2013 va presentar un projecte de guió al Festival Internacional de Cinema de Shanghai i el 2014 va presentar el guió Devil and Dust (被水催眠) al Hong Kong Asia Film Financing Forum.

##### Director
El 2009 va col·laborar amb el director Karel De Cock, també alumne de l'escola Sint Lukas, en el curtmetratge "Beijing Tale". El 2014 va iniciar l'activitat com a director amb el treball presentat a Shanghai sota el títol "Nezha" (少女哪吒). El seu segon llargmetratge va ser una de les sis pel·lícules de la secció "Hidden Dragons" del primer Festival Internacional de Cinema de Pingyao del 2017. El tercer llargmetratge, "Back to the Wharf" (风平浪静), que va competir el juliol de 2020 al Festival Internacional de Cinema de Xangai, però va tenir poc èxit comercial. També es va presentar al 10th Edition Asian Film Festival de Barcelona del 2020 amb una copia subtitulada al castellà.

## Filmografia com director
| Any  | Títol xinès | Títol anglès      |
| ---- | ----------- | ----------------- |
| 2014 | 少女哪吒    | Nezha             |
| 2017 | 追·踪       | Ash               |
| 2020 | 风平浪静    | Back to the Wharf |

#### Presencia internacional i premis
- 2008: Festival de Cinema de Changchun: Premi al millor actor secundari pel seu paper com a Gao Jia-lu en la pel·lícula  Penicillin 1944 (盘尼西林1944) del directors Kong Gang, Lao Da i Zhu Nan.[5]
- 2013: Festival Internacional de Cinema de Shanghai com a guionista del projecte més innovador.[2]
- Amb Nezha va ser nominat als premis al millor director novell i al millor guió adaptat als Premis de Cinema Golden Horse del 2014 a Taiwan; va participar en el Festival Internacional de Cinema de Busan i en el Festival dels Tres Continents de Nantes i va ser seleccionada com a pel·lícula d'obertura al Festival Internacional de Cinema Rus de Sakhalin del 2015.
- El 2023 amb Ash va participar en el Festival Internacional de Cinema de Las Palmas.[6]